# Люшненко Феодосія Миколаївна
Феодосія Миколаївна Люшненко (4 квітня 1918, село Великий Луг, тепер Пулинського району Житомирської області — ?) — українська радянська діячка, новатор сільськогосподарського виробництва, ланкова колгоспу імені Леніна Червоноармійського (тепер — Пулинського) району Житомирської області. Депутат Верховної Ради УРСР 7—8-го скликань. Герой Соціалістичної Праці (30.04.1966).

## Біографія
Народилася в селянській родині. Закінчила школу в селі Великий Луг на Житомирщині.
Трудову діяльність розпочала у 1930-х роках колгоспницею.
З 1940-х років — ланкова колгоспу імені Леніна села Великий Луг Червоноармійського району Житомирської області. Вирощувала рекордні врожаї хмелю.
Потім — на пенсії в селі Великий Луг Червоноармійського (тепер — Пулинського) району Житомирської області.

## Нагороди
- Герой Соціалістичної Праці (30.04.1966)
- орден Леніна (30.04.1966)
- орден Жовтневої Революції
- ордени
- медалі